# Stadsbrand van Tiel (1334)
De stadsbrand van 1334 behoort tot de grootste stadsbranden die de Nederlandse stad Tiel hebben getroffen. 
De ramp vond op 22 of 23 augustus 1334 plaats, in de nacht voor Sint Bartholomeus. Het huis van Nicolaas Schout raakte in brand. Dit huis lag vlak bij de zogenaamde Lingenpoert. Omdat de Tielse bevolking een antipathie tegen Schout had opgevat en omdat de wind uit een richting kwam die verdere schade aan de stad onaannemelijk maakte ging de Tielse bevolking niet over tot het blussen van de brand. 
Dit bleek echter een misrekening. De wind draaide en nam ook in kracht toe. Hierdoor wakkerde het vuur aan en sloeg het over naar andere delen van de stad. Het grootste gedeelte van de stad Tiel ging vervolgens in vlammen op. 

## Externe bron
- zie punt 482 op www.biesbosch.nu